# Dorfkirche Groß Oßnig

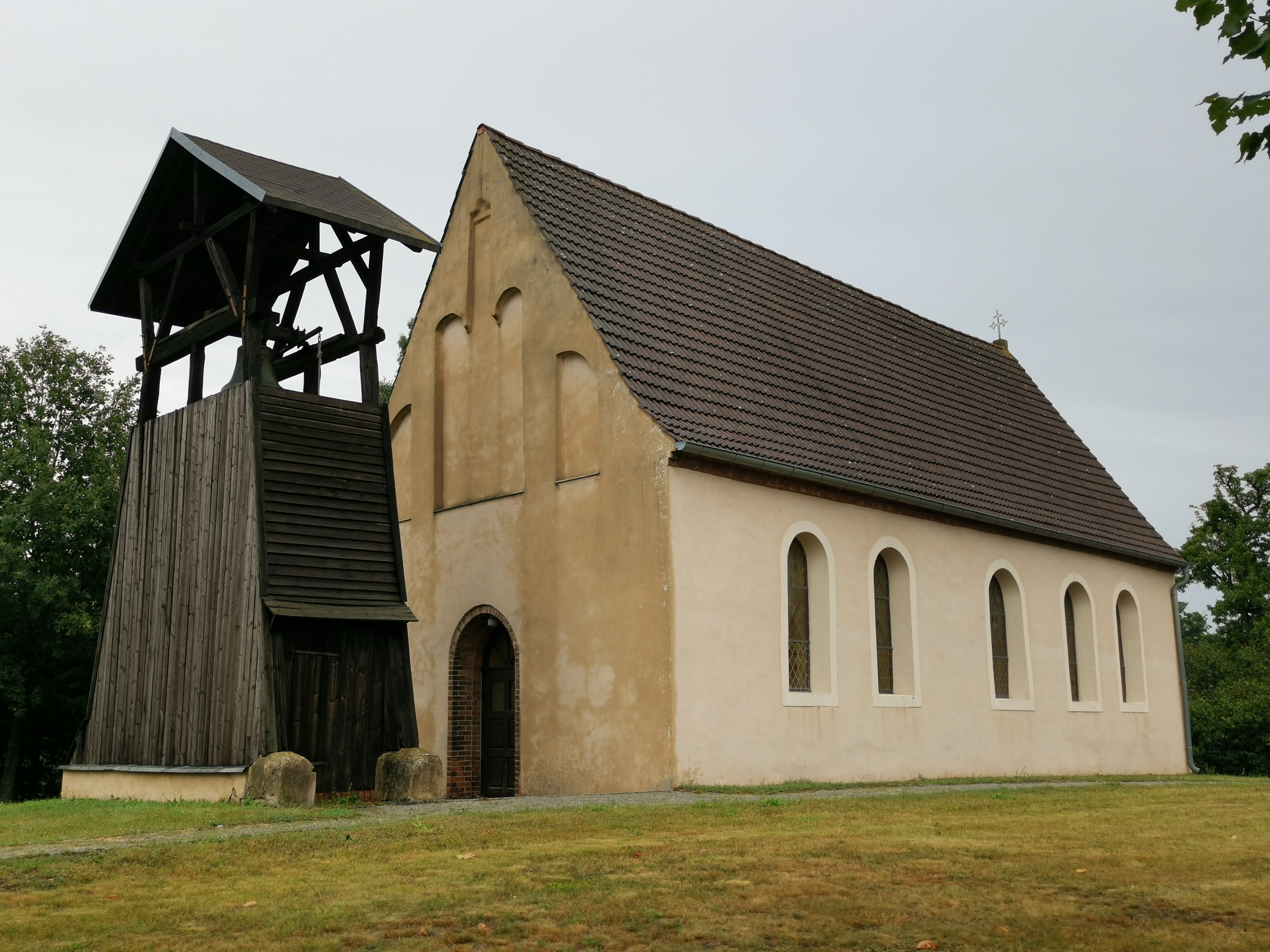
Dorfkirche Groß Oßnig und der daneben stehende Glockenturm (2020)

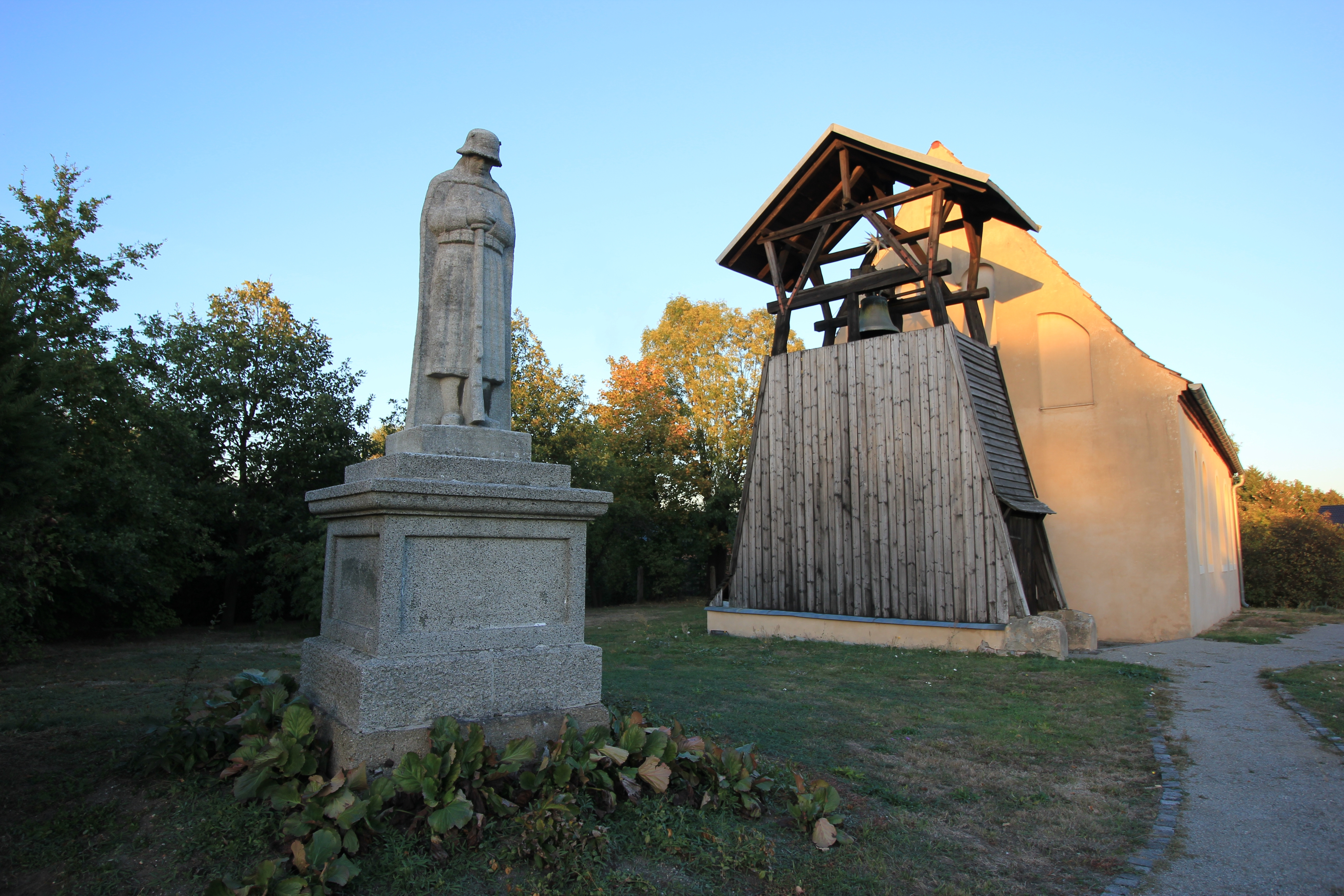
Das Gefallenendenkmal vor der Kirche (2018)

Die Dorfkirche Groß Oßnig ist das Kirchengebäude in dem zur Gemeinde Neuhausen/Spree gehörenden Ortsteil Groß Oßnig im Landkreis Spree-Neiße in Brandenburg. Es gehört zur evangelischen Kirchengemeinde Perle der Lausitz im Kirchenkreis Cottbus, der Teil der Evangelischen Kirche Berlin-Brandenburg-schlesische Oberlausitz ist, und steht unter Denkmalschutz.

## Geschichte
Die Dorfkirche von Groß Oßnig wurde in der ersten Hälfte des 15. Jahrhunderts gebaut. Ursprünglich wurde sie als gotische Feldsteinkirche errichtet. Die Rundbogenfenster wurden im Jahr 1720 Stil des Barock eingebaut. Im Jahr 1945 brannte die Kirche nieder, zehn Jahre später wurde sie nach Plänen der Architekten Hans und Johannes Plan wieder aufgebaut. Im Zuge der Arbeiten wurde der Westturm der Kirche abgebrochen. Dabei kam an der Westfassade ein mit rundbogigen Blenden gegliederter Backsteingiebel zum Vorschein, was darauf hindeutet, das der Turm nachträglich angebaut wurde. Die Ostfassade ist ebenso mit Rundbogenblenden gegliedert. Ebenfalls 1955 wurde die Fassade verputzt. Die Kirche wurde 2004 unter Denkmalschutz gestellt.
Der Westturm wurde 1954 durch einen hölzernen Glockenturm ersetzt. In diesem befindet sich eine Glocke aus dem Jahr 1578. Nachdem die Glocke durch Baufälligkeit des Turms seit 2019 nicht mehr geläutet wurde, erfolgte in den Jahren 2021 und 2022 die Sanierung des Turms. Im Inneren der Kirche befindet sich ein hölzernes Tonnengewölbe und eine Westempore. Vor der Kirche steht ein Kriegerdenkmal aus den 1920er-Jahren, die darauf stehende Soldatenskulptur ist von 1578.

## Kirchengemeinde
Groß Oßnig gehört seit jeher als Filialkirche zur Kirchengemeinde Klein Döbbern (auch nur Döbbern). Neben Groß Oßnig sind noch die Dörfer Bräsinchen und Harnischdorf nach Groß Oßnig gepfarrt. Laut Arnošt Muka hatten Groß Oßnig und Harnischdorf im Jahr 1884 zusammen 546 Einwohner, von denen 541 Sorben und nur fünf Deutsche waren, trotzdem wurden die Gottesdienste damals sowohl in deutscher als auch in sorbischer Sprache abgehalten.
Als Teil von Klein Döbbern war Groß Oßnig der Superintendentur Cottbus unterstellt und gehörte somit bis 1945 zur Evangelischen Landeskirche der älteren Provinzen Preußens und nach deren Zerfall zur Evangelischen Kirche in Berlin-Brandenburg. Später kam die Gemeinde in den Kirchenkreis Spremberg, der am 1. Juli 1998 im Kirchenkreis Senftenberg-Spremberg aufging. Seit 2004 gehört dieser zur Evangelischen Kirche Berlin-Brandenburg-schlesische Oberlausitz. Am 1. Januar 2020 wurde der Kirchenkreis Senftenberg-Spremberg aufgelöst, seitdem gehört die Kirchengemeinde Klein Döbbern mit Groß Döbbern und Groß Oßnig zum Kirchenkreis Cottbus.
Am 1. Januar 2024 schloss sich die Kirchengemeinde Klein Döbbern mit den Kirchengemeinden der Stadt Spremberg zu der neuen Kirchengemeinde Perle der Lausitz zusammen, zu der die Dorfkirche Groß Oßnig seither gehört.